# San Miguel Tilquiapam
San Miguel Tilquiapam là một đô thị thuộc bang Oaxaca, México. Năm 2005, dân số của đô thị này là 3442 người.